# Los Coquillos

Los Coquillos es una banda de pop-rock española procedente de Las Palmas de Gran Canaria (España) y fundada en la década de los 80. 
En el comienzo de su andadura musical sus componentes fueron Ginés Cedrés Gutiérrez, Miguel Cedrés Gutiérrez, Miguel Arencibia Martín-Fernández y Alberto Jorge Vega. El periodista Francisco J. Chavanel Seoane creó la letra de la mayoría de las canciones del grupo. De la música se encargaba principalmente el guitarrista Miguel Cedres. Los Coquillos posee 5 discos (4 de estudio y 1 en directo acústico).

## Historia
Los Coquillos comenzaron con ritmos pegadizos y letras sencillas. En 1990 en la Sala Cuasquías de Las Palmas de Gran Canaria realizan sus primeros conciertos.
Publican su primer disco en 1991 bajo el título de "El crimen perfecto". En 1993 sacan el segundo disco titulado "Ángel Guardián" y en 1996 el tercero "Héroe Antiguo".
En febrero de 1995 Alberto Jorge Vega deja el grupo. Son varios los que pasan para rellenar el puesto del bajista pero termina obteniéndolo Rafa Daza.
Algunos de sus discos se encuentran retirados del mercado por enfrentamientos judiciales con la casa discográfica de su segundo disco. Este es el motivo por el que en 1996 fundan su propia casa discográfica, "Manuela Records".
En 1999 publican su cuarto disco, grabado en directo acústico y cerrando así una etapa de 10 años, pero a finales de ese mismo año editan un nuevo disco llamado "Todos los rostros que tuvimos", donde recopilan 12 temas que nunca antes habían sido publicados.
El 4 de noviembre de 2004 reaparecen en el X aniversario de Festival Internacional WOMAD, habiendo así ya participado junto con el de Cáceres en los dos que se celebran en España. Durante el mismo año “Borracho hasta el amanecer” entra en las listas de éxitos en Colombia, Uruguay y Ecuador. En diciembre el grupo argentino Vilma Palma e Vampiros edita la mencionada canción como primer sencillo y la difunde por Hispanoamérica y EE. UU.
En el año 2005, Los Coquillos aparecen nuevamente en escenarios del archipiélago canario y comparten cartel, como en el Festival Fuertemusica, con Café Tacuba. El éxito de “Borracho hasta el amanecer” se traslada también a México.
Algunos de los artistas de ámbito nacional con los que han compartido cartel han sido Joaquín Sabina, Los Rodríguez, Celtas Cortos, Palmera, Mastretta o Carmen París, entre otros. 
Varias han sido las menciones y premios por su música, también sus integrantes han tenido el honor de ser pregoneros en 2001 del Carnaval de Las Palmas de Gran Canaria.
Hasta la actualidad tienen en su haber cientos de conciertos, no solo por Canarias sino por el resto del territorio español, como en 1992 y 1993 en la Sala Revólver de Madrid y en otras ciudades peninsulares como Zaragoza, Pamplona, Cáceres, Burgos, Barcelona y Valencia.
A finales de abril de 2009 anuncian su vuelta a los escenarios, según ellos "para demostrar que no son los culpables de la crisis".

## Integrantes del grupo
- Ginés Cedrés Gutiérrez (voz y guitarra rítmica)
- Miguel Cedrés Gutiérrez (guitarra y coros)
- Miguel Arencibia Martín-Fernández (batería y coros)

## Discografía

### Discos
- El Crimen Perfecto (1991)
- Ángel Guardián (1993)
- Héroe Antiguo (1996)
- ...Hasta el Amanecer (1999)
- Todos los Rostros que Tuvimos (1999)

### Sencillos
- La Cabra de la Legión / Luis Alfredo (1991)
- La Prisión Provincial / El Crimen Perfecto (1992)
- Báñate en las Canteras (1993)
- Borracho hasta el Amanecer (1993)
- Mujer dura de Cuerpo y Alma (1994)
- La Caja De Las Flores (2021)
- No Quiero Llamarte (2022)
- El Furgón De La Metadona (2022)
- Mujer Dura De Cuerpo Y Alma (2022)
- Cae Como La Lluvia (2022)